# وجودية يهودية
الوجودية اليهودية هي فئة من أعمال المؤلفين اليهود الذين يتعاملون مع موضوعات ومفاهيم وجودية (مثل الجدل حول وجود الله ومعنى الوجود الإنساني)، وتهدف إلى الإجابة على الأسئلة اللاهوتية المهمة في اليهودية. القلق الوجودي لأيوب هو مثال من الكتاب المقدس العبري للموضوع الوجودي. تشكل الثيوديسيا ولاهوت ما بعد الهولوكوست جزءًا كبيرًا من الوجودية اليهودية في القرن العشرين.
أمثلة على المفكرين والفلاسفة اليهود الذين تتضمن أعمالهم موضوعات وجودية هم مارتن بوبر، جوزيف سولوفيتشيك، ليف شيستوف، بنيامين فوندان، فرانس كافكا، فرانز روزنزويج، هانس يوناس، إيمانويل ليفيناس، حنة آرنت، الحاخام أبراهام جوشوا هيشيل، وإميل فاكنهايم.